# کاسترییو د لا رینا
کاسترییو د لا رینا (به اسپانیایی: Castrillo de la Reina) یک شهرستان در اسپانیا است.